# 加拿大邮政
加拿大邮政公司（英語：Canada Post Corporation，簡稱，簡稱），是加拿大的国家邮政公司，也是該国最主要的邮政公司。是一間最方便民眾的郵遞公司。其歷史可追溯至1867年，原稱加拿大皇家郵政（Royal Mail Canada），1960年代改名為「加拿大郵政」（Canada Post）。